# Liste des rues de Ham-sur-Heure-Nalinnes
Cette liste des rues de Ham-sur-Heure-Nalinnes est un recensement exhaustif des odonymes (nom de voiries et places) de Ham-sur-Heure-Nalinnes, entité de Belgique.
Les différentes rues sont reprises par localité avant la fusion des communes de 1977.